# 89. ceremonia wręczenia Oscarów
89. ceremonia wręczenia Oscarów (nagród Amerykańskiej Akademii Sztuki i Wiedzy Filmowej) za rok 2016 odbyła się 26 lutego 2017 roku, tradycyjnie w Dolby Theatre w Hollywood. Transmisję dla obszaru Stanów Zjednoczonych przeprowadziła telewizja ABC.
Nominacje do nagród zostały ogłoszone we wtorek 24 stycznia 2017 roku, o godzinie 5:18 czasu lokalnego, przez reżyserów Guillermo del Toro, Jasona Reitmana, prezydent AMPAS – Cheryl Boone Isaacs, aktorki Brie Larson, Marcię Gay Harden, Glenn Close i Jennifer Hudson oraz aktorów Terrence’a Howarda, Kena Watanabe i Demiána Bichira. Po raz pierwszy w historii nominacje były ogłaszane bez udziału widowni i dziennikarzy, za to na żywo w Internecie (na oficjalnych stronach Akademii – oscars.org, oscars.com) oraz transmitowane przez lokalne stacje telewizyjne (w programach śniadaniowych, m.in. w Good Morning America).
Tegoroczną ceremonię wręczenia nagród prowadził amerykański komik Jimmy Kimmel.

## Laureaci

### Najlepszy film
- Dede Gardner(inne języki), Jeremy Kleiner(inne języki) i Adele Romanski(inne języki) – Moonlight
  - Fred Berger, Jordan Horowitz i Marc Platt – La La Land
  - Carla Hacken i Julie Yorn – Aż do piekła
  - Todd Black, Scott Rudin i Denzel Washington – Płoty
  - Iain Canning, Angie Fielder i Emile Sherman – Lion. Droga do domu
  - Lauren Beck, Matt Damon, Kimberly Steward, Chris Moore i Kevin J. Walsh – Manchester by the Sea
  - Shawn Levy, Dan Levine, Aaron Ryder i David Linde – Nowy początek
  - Bill Mechanic i David Permut – Przełęcz ocalonych
  - Peter Chernin, Donna Gigliotti, Theodore Melfi, Jenno Topping i Pharrell Williams – Ukryte działania

### Najlepszy film nieanglojęzyczny
- Iran • Asghar Farhadi – Klient
  -  Dania • Martin Zandvliet – Pole minowe
  -  Szwecja • Hannes Holm – Mężczyzna imieniem Ove
  -  Australia • Martin Butler(inne języki) i Bentley Dean(inne języki) – Tanna(inne języki)
  -  Niemcy • Maren Ade – Toni Erdmann

### Najlepszy reżyser
- Damien Chazelle – La La Land
  - Mel Gibson – Przełęcz ocalonych
  - Barry Jenkins – Moonlight
  - Kenneth Lonergan – Manchester by the Sea
  - Denis Villeneuve – Nowy początek

### Najlepszy scenariusz oryginalny
- Kenneth Lonergan – Manchester by the Sea
  - Taylor Sheridan(inne języki) – Aż do piekła
  - Damien Chazelle – La La Land
  - Jorgos Lantimos i Efthimis Fillippou – Lobster
  - Mike Mills – Kobiety i XX wiek(inne języki)

### Najlepszy scenariusz adaptowany
- Barry Jenkins i Tarell Alvin McCraney – Moonlight, na podstawie opowiadania In Moonlight Black Boys Look Blue Tarella Alvina McCraneya
  - Eric Heisserer(inne języki) – Nowy początek, na podstawie opowiadania Historia twojego życia Teda Chianga
  - August Wilson – Płoty, na podstawie sztuki teatralnej Płoty Augusta Wilsona
  - Allison Schroeder i Theodore Melfi(inne języki) – Ukryte działania, na podstawie powieści Hidden Figures Margot Lee Shetterly
  - Luke Davies – Lion. Droga do domu, na podstawie powieści A Long Way Home Saroo Brierly i Larry’ego Buttrose’a

### Najlepszy aktor pierwszoplanowy
- Casey Affleck – Manchester by the Sea
  - Andrew Garfield – Przełęcz ocalonych
  - Ryan Gosling – La La Land
  - Viggo Mortensen – Captain Fantastic
  - Denzel Washington – Płoty

### Najlepsza aktorka pierwszoplanowa
- Emma Stone – La La Land
  - Isabelle Huppert – Elle
  - Ruth Negga – Loving(inne języki)
  - Natalie Portman – Jackie
  - Meryl Streep – Boska Florence

### Najlepszy aktor drugoplanowy
- Mahershala Ali – Moonlight
  - Jeff Bridges – Aż do piekła
  - Lucas Hedges – Manchester by the Sea
  - Dev Patel – Lion. Droga do domu
  - Michael Shannon – Zwierzęta nocy

### Najlepsza aktorka drugoplanowa
- Viola Davis – Płoty
  - Naomie Harris – Moonlight
  - Nicole Kidman – Lion. Droga do domu
  - Octavia Spencer – Ukryte działania
  - Michelle Williams – Manchester by the Sea

### Najlepsza muzyka
- Justin Hurwitz – La La Land
  - Mica Levi – Jackie
  - Dustin O’Halloran(inne języki) i Volker Bertelmann(inne języki) – Lion. Droga do domu
  - Nicholas Britell – Moonlight
  - Thomas Newman – Pasażerowie

### Najlepsza piosenka
- City of Stars z filmu La La Land – muzyka i słowa: Justin Hurwitz, Benj Pasek i Justin Paul(inne języki)
  - Audition (The Fools Who Dream) z filmu La La Land – muzyka i słowa: Justin Hurwitz, Benj Pasek i Justin Paul
  - The Empty Chair z filmu Jim: The James Foley Story – muzyka i słowa: J. Ralph i Sting
  - Can’t Stop the Feeling! z filmu Trolle – muzyka i słowa: Justin Timberlake, Max Martin i Shellback
  - How Far I’ll Go z filmu Vaiana: Skarb oceanu – muzyka i słowa: Lin-Manuel Miranda

### Najlepsze zdjęcia
- Linus Sandgren – La La Land
  - Greig Fraser(inne języki) – Lion. Droga do domu
  - Rodrigo Prieto – Milczenie
  - James Laxton(inne języki) – Moonlight
  - Bradford Young(inne języki) – Nowy początek

### Najlepsza scenografia
- David Wasco(inne języki) i Sandy Reynolds-Wasco(inne języki) – La La Land
  - Jess Gonchor i Nancy Haigh – Ave, Cezar!
  - Stuart Craig i Anna Pinnock – Fantastyczne zwierzęta i jak je znaleźć
  - Patrice Vermette i Paul Hotte – Nowy początek
  - Guy Hendrix Dyas i Gene Serdena – Pasażerowie

### Najlepsze kostiumy
- Colleen Atwood – Fantastyczne zwierzęta i jak je znaleźć
  - Consolata Boyle – Boska Florence
  - Madeline Fontaine – Jackie
  - Mary Zophres – La La Land
  - Joanna Johnston – Sprzymierzeni

### Najlepsza charakteryzacja
- Alessandro Bertolazzi(inne języki), Giorgio Gregorini(inne języki) i Christopher Allen Nelson(inne języki) – Legion samobójców
  - Eva Von Bahr i Love Larson – Mężczyzna imieniem Ove
  - Joel Harlow i Richard Alonzo – Star Trek: W nieznane

### Najlepszy montaż
- John Gilbert(inne języki) – Przełęcz ocalonych
  - Jake Roberts – Aż do piekła
  - Tom Cross – La La Land
  - Joi McMillon i Nat Sanders – Moonlight
  - Joe Walker – Nowy początek

### Najlepszy montaż dźwięku
- Sylvain Bellemare(inne języki) – Nowy początek
  - Ai-Ling Lee i Mildred Iatrou – La La Land
  - Robert Mackenzie i Andy Wright – Przełęcz ocalonych
  - Alan Robert Murray i Bub Asman – Sully
  - Wylie Stateman i Renee Tondelli – Żywioł: Deepwater Horizon

### Najlepszy dźwięk
- Kevin O’Connell, Andy Wright(inne języki), Robert Mackenzie(inne języki) i Peter Grace(inne języki) – Przełęcz ocalonych
  - Gary Summers, Jeffrey J. Haboush i Mac Ruth – 13 godzin: Tajna misja w Bengazi
  - Andy Nelson, Ai-Ling Lee i Steven Morrow – La La Land
  - David Parker, Christopher Scarabosio i Stuart Wilson – Łotr 1. Gwiezdne wojny – historie
  - Bernard Gariépy Strobl i Claude La Haye – Nowy początek

### Najlepsze efekty specjalne
- Robert Legato(inne języki), Adam Valdez(inne języki), Andrew R. Jones(inne języki) i Dan Lemmon(inne języki) – Księga dżungli
  - Stephane Ceretti, Richard Bluff, Vincent Cirelli i Paul Corbould – Doktor Strange
  - John Knoll, Mohen Leo, Hal T. Hickel i Neil Corbould – Łotr 1. Gwiezdne wojny – historie
  - Steve Emerson, Oliver Jones, Brian McLean i Brad Schiff – Kubo i dwie struny
  - Craig Hammack, Jason H. Snell, Jason Billington i Burt Dalton – Żywioł: Deepwater Horizon

### Najlepszy długometrażowy film animowany
- Byron Howard(inne języki), Rich Moore(inne języki) i Clark Spencer(inne języki) – Zwierzogród
  - Michaël Dudok de Wit i Toshio Suzuki – Czerwony żółw
  - Travis Knight i Arianne Sutner – Kubo i dwie struny
  - Claude Barras i Max Karli – Nazywam się Cukinia
  - Ron Clements, John Musker i Osnat Shurer – Vaiana: Skarb oceanu

### Najlepszy krótkometrażowy film animowany
- Alan Barillaro(inne języki) i Marc Sondheimer(inne języki) – Pisklak
  - Theodore Ushev – Blind Vaysha
  - Andrew Coats i Lou Hamou-Lhadj – Borrowed Time
  - Robert Valley i Cara Speller – Pear Cider and Cigarettes
  - Patrick Osborne – Pearl

### Najlepszy długometrażowy film dokumentalny
- Ezra Edelman(inne języki) i Caroline Waterlow(inne języki) – O.J.: Made in America(inne języki)
  - Ava DuVernay, Spencer Averick i Howard Barish – XIII poprawka
  - Gianfranco Rosi i Donatella Palermo – Fuocoammare. Ogień na morzu
  - Raoul Peck, Rémi Grellety i Hébert Peck – Nie jestem twoim murzynem
  - Roger Ross Williams i Julie Goldman – Życie animowane

### Najlepszy krótkometrażowy film dokumentalny
- Orlando von Einsiedel(inne języki) i Joanna Natasegara(inne języki) – Białe hełmy
  - Daphne Matziaraki – 4.1 Miles
  - Dan Krauss – Extremis
  - Kahane Cooperman i Raphaela Neihausen – Joe’s Violin
  - Marcel Mettelsiefen i Stephen Ellis – Watani: My Homeland

### Najlepszy krótkometrażowy film aktorski
- Kristóf Deáki(inne języki) Anna Udvardy(inne języki) – Chór
  - Selim Azzazi – Ennemis intérieurs
  - Giacun Caduff i Timo von Gunten – La Femme et le TGV
  - Juanjo Giménez Peña – Timecode
  - Aske Bang i Kim Magnusson – Silent Nights

## Podsumowanie liczby nominacji
(Minimum dwóch nominacji)
14: La La Land
8: Nowy początek, Moonlight
6: Przełęcz ocalonych, Manchester by the Sea, Lion. Droga do domu
4: Aż do piekła, Fences
3: Jackie, Ukryte działania
2: Żywioł: Deepwater Horizon, Fantastyczne zwierzęta i jak je znaleźć, Boska Florence, Kubo i dwie struny, Mężczyzna imieniem Ove, Vaiana: Skarb oceanu, Pasażerowie, Łotr 1. Gwiezdne wojny – historie

## Podsumowanie liczby nagród
6: La La Land
3: Moonlight
2: Przełęcz ocalonych i Manchester by the Sea

## Oscary Honorowe
W sierpniu 2016 roku Amerykańska Akademia Sztuki i Wiedzy Filmowej podała nazwiska honorowych laureatów Oscarów 2016. Nagrody zostały wręczone 12 listopada 2016 roku w Hollywood.

### Laureaci Nagród Honorowych Akademii
- Jackie Chan – hongkoński aktor, reżyser, scenarzysta i producent[5][6]
- Anne V. Coates – brytyjska montażystka[5][6]
- Lynn Stalmaster – amerykański reżyser castingu[5][6]
- Frederick Wiseman – amerykański twórca filmów dokumentalnych[5][6]

## Kontrowersje
Była to pierwsza gala rozdania nagród w historii, podczas której wskutek błędu ogłoszono niewłaściwego zwycięzcę w kategorii „Najlepszy film”. Wręczającym nagrodę Faye Dunaway i Warrenowi Beatty’emu dostarczono kopertę z nazwiskiem najlepszej aktorki pierwszoplanowej, wobec czego – mimo zdziwienia, że na blankiecie znajduje się imię Emmy Stone – ogłosili, że najlepszym filmem został La La Land. Po kilku minutach panującego na scenie zamieszania, już w trakcie przemów z podziękowaniami, producent La La Landu Jordan Horowitz ogłosił, że doszło do pomyłki, a najlepszym filmem uznano Moonlight. Firma PricewaterhouseCoopers, od 83 lat odpowiedzialna za przygotowywanie kopert i blankietów na gale, przeprosiła za błąd i zapowiedziała wszczęcie śledztwa mającego na celu ustalenie, w jaki sposób doszło do pomyłki. Wyraziła również podziękowanie dla producentów obu filmów, prowadzącego galę Jimmy’ego Kimmela oraz Dunaway i Beatty’ego za to, że godnie przyjęli i znieśli ich błąd.
Asghar Farhadi nie odebrał Oscara (w kategorii Najlepszy film nieanglojęzyczny) za film Klient, ponieważ zbojkotował ceremonię w związku z zakazem wjazdu do Stanów Zjednoczonych dla obywateli siedmiu państw muzułmańskich, ogłoszonym przez administrację Donalda Trumpa.